# تشابا كونكولي
تشابا كونكولي (بالمجرية: Konkoly Csaba) مواليد 6 سبتمبر 1970، هو لاعب كرة يد مجري معتزل تحول إلى التدريب بعد الاعتزال.

## الإنجازات
كمدرب
- البطولة الوطنية المجرية للسيدات:
  - الفوز: 2008، 2009، 2010، 2011
- كأس المجر لكرة اليد للسيدات:
  - الفوز: 2008، 2009، 2010، 2011
- دوري أبطال أوروبا لكرة اليد للسيدات:
  - النهائي: 2009
  - نصف النهائي: 2008، 2010، 2011